# Elkhorn (Nebraska)
Elkhorn és una població dels Estats Units a l'estat de Nebraska. Segons el cens del 2000 tenia 6.062 habitants.

## Demografia
Segons el cens del 2000, Elkhorn tenia 6.062 habitants, 2.000 habitatges, i 1.681 famílies. La densitat de població era de 625,8 habitants per km².
Dels 2.000 habitatges en un 46,3% hi vivien nens de menys de 18 anys, en un 73,8% hi vivien parelles casades, en un 7,6% dones solteres, i en un 16% no eren unitats familiars. En el 13,7% dels habitatges hi vivien persones soles el 4,4% de les quals corresponia a persones de 65 anys o més que vivien soles. El nombre mitjà de persones vivint en cada habitatge era de 2,97 i el nombre mitjà de persones que vivien en cada família era de 3,28.
Per edats la població es repartia de la següent manera: un 31,7% tenia menys de 18 anys, un 6,5% entre 18 i 24, un 28,1% entre 25 i 44, un 24,4% de 45 a 60 i un 9,3% 65 anys o més.
L'edat mediana era de 36 anys. Per cada 100 dones de 18 o més anys hi havia 91,4 homes.
La renda mediana per habitatge era de 67.234 $ i la renda mediana per família de 76.206 $. Els homes tenien una renda mediana de 52.361 $ mentre que les dones 31.655 $. La renda per capita de la població era de 29.129 $. Aproximadament l'1,6% de les famílies i el 2,1% de la població estaven per davall del llindar de pobresa.

## Poblacions més properes
El següent diagrama mostra les poblacions més properes.